# فيشهرت
فيشهرت أو فيشهرت أوزيد ويسمى كذلك (السهراب) هو أحد ملوك الحيرة تولى الحكم بعد قابوس بن المنذر وحكم سنة واحدة، يرى الدكتور جواد علي أن السبب في ذلك قد يكون بسبب خلاف بين أبناء قابوس فتم تعيين رجل من خارج العائلة حتى تم حل الخلاف.